# Anthocercis intricata
Anthocercis intricata ist eine Pflanzenart aus der Gattung Anthocercis in der Familie der Nachtschattengewächse (Solanaceae). 

## Beschreibung
Anthocercis intricata ist ein dichter, rund geformter, mit Stacheln besetzter Strauch mit einer Wuchshöhe von bis zu 3 m. Die Pflanze ist mäßig bis spärlich mit drüsigen und vereinzelten nicht-drüsigen Trichomen behaart. Die Behaarung des Stammes ist im Alter verschwunden. Die Laubblätter sind eng elliptisch bis umgekehrt eiförmig und nahezu aufsitzend, beziehungsweise mit einem maximal 3 mm langen Blattstiel versehen und ganzrandig. Die Länge der Laubblätter beträgt 10 bis 30 mm, ihre Breite 1,5 bis 5,5 mm, wobei Blätter an jüngeren Pflanzen größer sein können.
Der Blütenstand ist eine Zyme aus drei bis sieben Blüten, die an 5 bis 12 mm langen Blütenstielen stehen. Der Kelch wird 3 bis 4 mm lang. Die Krone ist creme-weiß und mit purpurnen Streifen versehen, sie wird 15 bis 21 mm lang. Die Kronlappen sind linealisch und 10 bis 15 mm lang. Die Staubblätter erreichen eine Länge von 2,5 bis 4 mm.
Die Frucht ist eine schmal langgestreckt-elliptische Kapsel, die oftmals mit einer Spitze versehen ist. Sie wird 5 bis 17 mm lang und enthält Samen mit einer Länge von 1,6 bis 2 mm.

## Verbreitung und Standorte
Die Art ist ein Endemit der südwestlichen Küsten Western Australias und kommt dort zwischen der Shark Bay und Geraldton vor. Sie wächst meist in kleinen, verstreuten Populationen auf kompakten Dünen.

## Nachweise
- R. W. Purdie, D. E. Symon und L. Haegi: Anthocercis intricata. In: Solanaceae, Flora of Australia, Band 29, Australian Government Publishing Service, Canberra, 1982. S. 11. ISBN 0-642-07015-6.